# Eilif Peterssen
Hjalmar Eilif Emmanuel Peterssen (Cristiania, 4 settembre 1852 – Lysaker, 29 dicembre 1928) è stato un pittore norvegese.

## Biografia
Nacque a Cristiania (oggi Oslo) il 4 settembre 1852 e in questa città studiò all'Accademia d'Arte fino al 1869. Dal 1871 si trasferì a Copenaghen dove continuò i suoi studi, che si conclusero però all'Accademia di Belle Arti di Monaco di Baviera dove l'artista si trasferì nel 1873. A Monaco divenne allievo di Wilhelm von Diez.

## Carriera

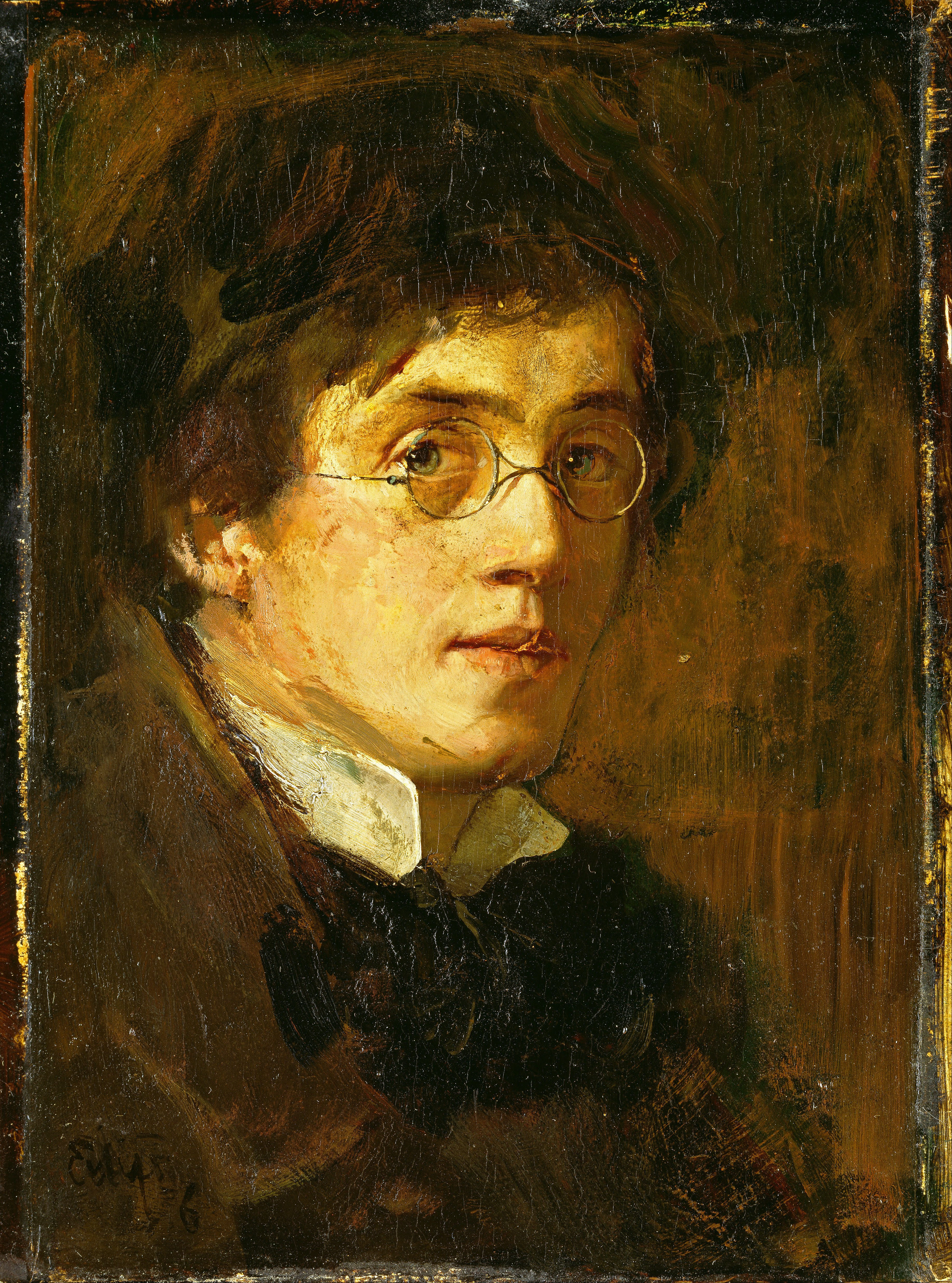
Autoritratto del 1876.

Monaco è la città in cui Peterssen esordì con dipinti dal tema storico, come il famoso Cristiano II firma la condanna a morte di Torben Oxe del 1876 che gli procurò un immediato successo, e di carattere religioso, come una pala d'altare raffigurante la Crocefissione (andata perduta). Al periodo di Monaco, risalgono anche i ritratti di Harriet Backer e Andrea Gram. Influenzato dalla Scuola di Monaco, né riprese le tonalità marroni.
Dal 1879 Peterssen viaggiò per l'Italia dove la sua pittura si fece incline al realismo, adottando inoltre lo stile En plein air. A questo periodo corrispondono le opere Siesta in un'osteria di Sora (1880), Dalla Piazza Montanara (1882) e l'Adorazione dei Magi (1881).
Dopo la morte della prima moglie Nicoline nel 1882, Peterssen visitò Skagen con altri artisti suoi amici - Peder Severin Krøyer, Michael e Anna Ancher, Christian Krohg e Oscar Björck - nell'estate del 1883, esperienza a cui risale l'opera Sera estiva a Skagen.

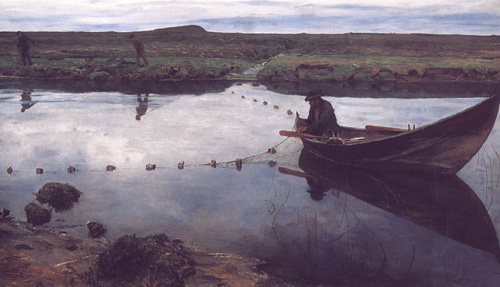
Il pescatore di salmoni, 1889.

Ritornato in Norvegia, si dedicò alla pittura naturalista. Tra le opere più importanti di questo periodo ci sono quelle relative alla sua permanenza sull'isola di Sandø, nel fiordo di Oslo, nell'estate del 1884. Tra queste, molte opere paesaggistiche.
A Venezia nel 1885 con Frits Thaulow, dipense opere di carattere impressionista sul Canal Grande. Al 1886 in Norvegia risale l'opera Sera estiva - esposta anche all'estero - e all'anno seguente Notturno.
Peterssen eseguì ritratti di vari personaggi famosi norvegesi, quali Alexander Kielland nel 1887 (di cui sposò la cugina Magda nel 1888), Arne Garborg nel 1894 e Henrik Ibsen nel 1895. Nel 1893 aveva inoltre eseguito un ritratto del compositore Edvard Grieg. All'Esposizione universale del 1889 di Parigi espose Il pescatore di salmoni, riscuotendo successo. A quest'opera ne seguirono altre sullo stesso tema e di carattere paesaggistico, molto influenzate dall'impressionismo.
Nel 1896 visità Arques-la-Bataille in Normandia, dove dipinse varie paesaggi. L'anno seguente torno a Roma e nel 1893, di nuovo in Italia, visitò Rapallo.
Nel 1905 disegnò lo stemma del nuovo Regno di Norvegia. Traendo ispirazione dal Simbolismo e dai Preraffaelliti, eseguì delle raffigurazioni per l'editore William Nygaard.
Negli ultimi anni, eseguì numerosi paesaggi norvegesi; nel 1920-1921 visitò la Provenza, ultimo suo viaggio all'estero prima di morire il 29 dicembre 1928 a Lysaker, presso Bærum.